# Dagmar Kersten
Dagmar Kersten född den 28 oktober 1970 i Altdöbern, Tyskland, är en östtysk gymnast.
Hon tog OS-brons i lagmångkampen och OS-silver i barr i samband med de olympiska gymnastiktävlingarna 1988 i Seoul.